# Nohant-en-Goût
Nohant-en-Goût is een gemeente in het Franse departement Cher (regio Centre-Val de Loire) en telt 532 inwoners (2005). De plaats maakt deel uit van het arrondissement Bourges.

## Geografie
De oppervlakte van Nohant-en-Goût bedraagt 24,8 km², de bevolkingsdichtheid is 21,5 inwoners per km².
De onderstaande kaart toont de ligging van Nohant-en-Goût met de belangrijkste infrastructuur en aangrenzende gemeenten.

## Demografie
Onderstaande figuur toont het verloop van het inwonertal (bron: INSEE-tellingen).